# Viktor Stopar
Viktor Stopar, slovenski politik in gospodarstvenik, * 13. december 1913, Trst, † 11. avgust 2004, Ljubljana.

## Življenje in delo
Stopar se je rodil v železničarski družini. Po končani 8 razredni osnovni šoli v ljubljanskih Mostah 1928 je bil 9 mesecev tapetniški vajenec, nato pa odšel je leta 1929 v strokovno šolo državnih železnice v Zagreb, kjer se je izučil za strojnega ključavničarja in leta 1933 je opravil tudi pomočniški izpit. Kot kvalificiran delavec je služboval poldrugo leto (1933–1934) v zagrebških železničararskih delavnicah, 1934 odslužil redni vojaški rok v Zemunu ter se 1935 vrnil v Zagreb na prejšnje delovno mesto. Julija istega leta je postal član SKOJ, decembra član osnovne organizacije KPJ v delavnici državnih železnic v Zagrebu ter član njihovega tovarniškega komiteja. Od janurja do marca 1936 je bil zaprt, potem pa pod sumom komunizma izgnan v Ljubljano, kjer se je zaposlil na gradbiščih, pri Avtomontaži ali bil brezposeln. Februarja 1937 je bil na otoku Braču aretiran skupaj s 160 tovariši. Oblast jim je tako preprečila odhod v Španijo, da bi se kot španski borci pridružili republikanskim silam med špansko državljansko vojno; do 1938 je bil sedemkrat v policijskih in sodnih preiskavah. Leta 1939 je postal sekretar PK SKOJ za Slovenijo (do januarja 1943), hkrati kandidat za člana CK KPS. Leta 1940 je obiskoval partijsko šolo v Makarski, junija istega leta pa bil na partijski konferenci v Vinjah  izvoljen za člana CK KPS in septembra prešel v ilegalo. Do 1941 se je udeleževal partijskih in mladinskih posvetovanj ter se izoblikoval v partijskega funkcionarja in poklicnega revolucionarja. Leta 1941 je obiskoval komiteje in osnovne organizacije na Dolenjskem, Gorenjskem in Štajerskem, utrjeval KPS, SKOJ in širil OF, zbiral orožje, pripravljal vstajo. Februarja 1942 je iz Ljubljane odšel v partizane. Poleti je pod imenom Silvo Moščan pet tednov opravljal  posle začasnega politčnega komisarja Glavnega poveljstva NOV in POS ter med italijansko ofenzivo vodil z A. Baeblerjem, J. Mazovcem in J. Brilejem enote, ki izven okupatorjevega obroča niso imele zveze s CK KPS, IOOF in z Glavnim poveljstvom. Od novenbra 1942 do januarja 1943 je odstranjeval težave političnega in partizanskega gibanja na Gorenjskem, maja pa na Štajerskem. Leta 1943 je bil poslanec kočevskega zbora, oktobra je v Kočevju postal član SNOS, septembra 1944 do maja 1945 pa je bil sekretar Okrožnega komiteja KPS za Slovenske gorice in Prekmurje, maja in junija istega leta organizacijski sekretar Okrožnega komiteja KPS v Mariboru, nato še Mestnega komiteja KPS v Ljubljani, od januarja 1946 inštruktor CK KPS; novembra 1948 so ga vnovič izvolili  za člana CK KPS (do 1954). Od 1948 je bil direktor tovarne Saturnus v Ljubljani, od 1949 Tovarne glinice in aluminija v Strnišču (zdaj Kidričevo), 1946–1953 ljudski poslanec LRS, od 1951 generalni direktor za lokalno industrijo in obrt LRS, 1953–65 direktor Tovarne dušika v Rušah, 1953–1963 ljudski poslanec zbora proizvajalcev zvezne ljududske skupščine v Beogradu. Upokojil se je leta 1965.